# Deutsche Fußballmeisterschaft der B-Junioren 1988/89
Die deutsche B-Jugendmeisterschaft 1989 war die 13. Auflage dieses Wettbewerbes. Meister wurde der FC Bayern München, das im Finale Titelverteidiger Hertha Zehlendorf mit 1:1 nach Verlängerung und 5:4 im Elfmeterschießen besiegte.

## Teilnehmende Mannschaften
An der B-Jugendmeisterschaft nahmen die 16 Landesverbandsmeister teil.
| Regionalverband Nord                                                                                                | Regionalverband West                                                                   | Regionalverband Südwest                                                                | Regionalverband Süd | Berlin                            |
| --- | -------------------------------------------------------------------------------------- | -------------------------------------------------------------------------------------- | --- | --------------------------------- |
| - Schleswig-Holstein: VfB Kiel - Hamburg: SC Concordia Hamburg - Bremen: Werder Bremen - Niedersachsen: Hannover 96 | - Westfalen: FC Schalke 04 - Mittelrhein: 1. FC Köln - Niederrhein: Schwarz-Weiß Essen | - Rheinland: Spvgg Andernach - Südwest: 1. FC Kaiserslautern - Saarland: FC 08 Homburg | - Hessen: Eintracht Frankfurt - Baden: SV Waldhof Mannheim - Südbaden: SC Freiburg - Württemberg: VfB Stuttgart - Bayern: FC Bayern München | - Berlin: FC Hertha 03 Zehlendorf |

## Achtelfinale
Hinspiele: So 04.06. Rückspiele: So 11.06.
|                        | Gesamt          |                         | Hinspiel | Rückspiel |
| ---------------------- | --------------- | ----------------------- | -------- | --------- |
| Gruppe Nord-West:      |                 |                         |          |           |
| 1. FC Köln             | 0:0 (3:5 i. E.) | FC Hertha 03 Zehlendorf | 0:0      | 0:0       |
| Hannover 96            | 9:3             | SC Concordia Hamburg    | 5:1      | 4:2       |
| FC Schalke 04          | 5:1             | VfB Kiel                | 4:1      | 1:0       |
| ETB Schwarz-Weiß Essen | 3:1             | SV Werder Bremen        | 2:0      | 1:1       |
| Gruppe Süd-Südwest:    |                 |                         |          |           |
| Eintracht Frankfurt    | 3:0             | 1. FC Kaiserslautern    | 1:0      | 2:0       |
| SC Freiburg            | 2:9             | VfB Stuttgart           | 1:6      | 1:3       |
| FC Bayern München      | 16:00           | FC 08 Homburg           | 7:0      | 9:0       |
| SpVgg Andernach        | 2:8             | SV Waldhof Mannheim     | 0:0      | 2:8       |

## Viertelfinale
Hinspiele: So 18.06. Rückspiele: So 25.06.
|                         | Gesamt          |                        | Hinspiel | Rückspiel |
| ----------------------- | --------------- | ---------------------- | -------- | --------- |
| Gruppe Nord-West:       |                 |                        |          |           |
| FC Hertha 03 Zehlendorf | 5:1             | Hannover 96            | 2:0      | 3:1       |
| FC Schalke 04           | 3:0             | ETB Schwarz-Weiß Essen | 0:0      | 3:0       |
| Gruppe Süd-Südwest:     |                 |                        |          |           |
| Eintracht Frankfurt     | 1:1 (5:4 i. E.) | VfB Stuttgart          | 0:0      | 1:1       |
| FC Bayern München       | 8:2             | SV Waldhof Mannheim    | 4:1      | 4:1       |

## Halbfinale
Hinspiele: So 02.07. Rückspiele: So 09.07.
|                         | Gesamt          |                   | Hinspiel | Rückspiel |
| ----------------------- | --------------- | ----------------- | -------- | --------- |
| Gruppe Nord-West:       |                 |                   |          |           |
| FC Hertha 03 Zehlendorf | 1:1 (4:3 i. E.) | FC Schalke 04     | 1:0      | 0:1       |
| Gruppe Süd-Südwest:     |                 |                   |          |           |
| Eintracht Frankfurt     | 2:5             | FC Bayern München | 1:2      | 1:3       |

## Finale
| FC Bayern München                                   | FC Bayern München | FC Hertha 03 Zehlendorf | FC Hertha 03 Zehlendorf |
| --------------------------------------------------- | --- | --- | ----------------------- |
| FC Bayern München                                   | \| Sonntag, 16. Juli 1989 in Lohhof (Sportpark Lohhof) \| \| Ergebnis: 1:1 n. V. (1:1, 0:0), 5:4 i. E. \| \| Zuschauer: 2.300 \| \| Schiedsrichter: Manfred Neuner (Leimen) \|                                                                                   | \| Sonntag, 16. Juli 1989 in Lohhof (Sportpark Lohhof) \| \| Ergebnis: 1:1 n. V. (1:1, 0:0), 5:4 i. E. \| \| Zuschauer: 2.300 \| \| Schiedsrichter: Manfred Neuner (Leimen) \|                                                          | FC Hertha 03 Zehlendorf |
| FC Bayern München                                   | Andreas Schöttl – Markus Babbel – Daniel Punzelt (87. Josip Karaula), Dieter Schönberger – Alexander Roth – Martin Schmidl, Max Eberl, Christian Nerlinger, Hans Gehann – Wolfgang Tripp (74. Michael Bauer), Christos Papachristous Cheftrainer: Rudolf Reupold | Gregor Klein – Claudio Mazzucato – Sven Liedtke (61. Arne Meißner), Sebastian Preuß – Ertug (64. Ali Kirtil), Robert Kovač, Karsten Bäron, Ingo Schlösser , Soner Gözüdok – Nevzat Kirtas, Daniel Rajsman Cheftrainer: Klaus Domogalski | FC Hertha 03 Zehlendorf |
| FC Bayern München                                   | 1:1 Christian Nerlinger (56., Handelfmeter) | 0:1 Sven Liedtke (51.) | FC Hertha 03 Zehlendorf |
| FC Bayern München                                   | Elfmeterschießen | | FC Hertha 03 Zehlendorf |
| FC Bayern München                                   | 1:0 Karaula 2:1 Max Eberl Bauer verschießt 3:2 Alexander Roth 4:3 Gehann 5:4 Schmidl | 1:1 Ingo Schlösser 2:2 Arne Meißner Ali Kirtil scheitert an Schöttl 3:3 Sebastian Preuß 4:4 Daniel Rajsman Robert Kovač scheitert an Schöttl                                                                                            | FC Hertha 03 Zehlendorf |
| FC Bayern München                                   | Eberl | N. Kirtas | FC Hertha 03 Zehlendorf |
| Sonntag, 16. Juli 1989 in Lohhof (Sportpark Lohhof) | | |                         |
| Ergebnis: 1:1 n. V. (1:1, 0:0), 5:4 i. E.           | | |                         |
| Zuschauer: 2.300                                    | | |                         |
| Schiedsrichter: Manfred Neuner (Leimen)             | | |                         |